# Frank Versteegh

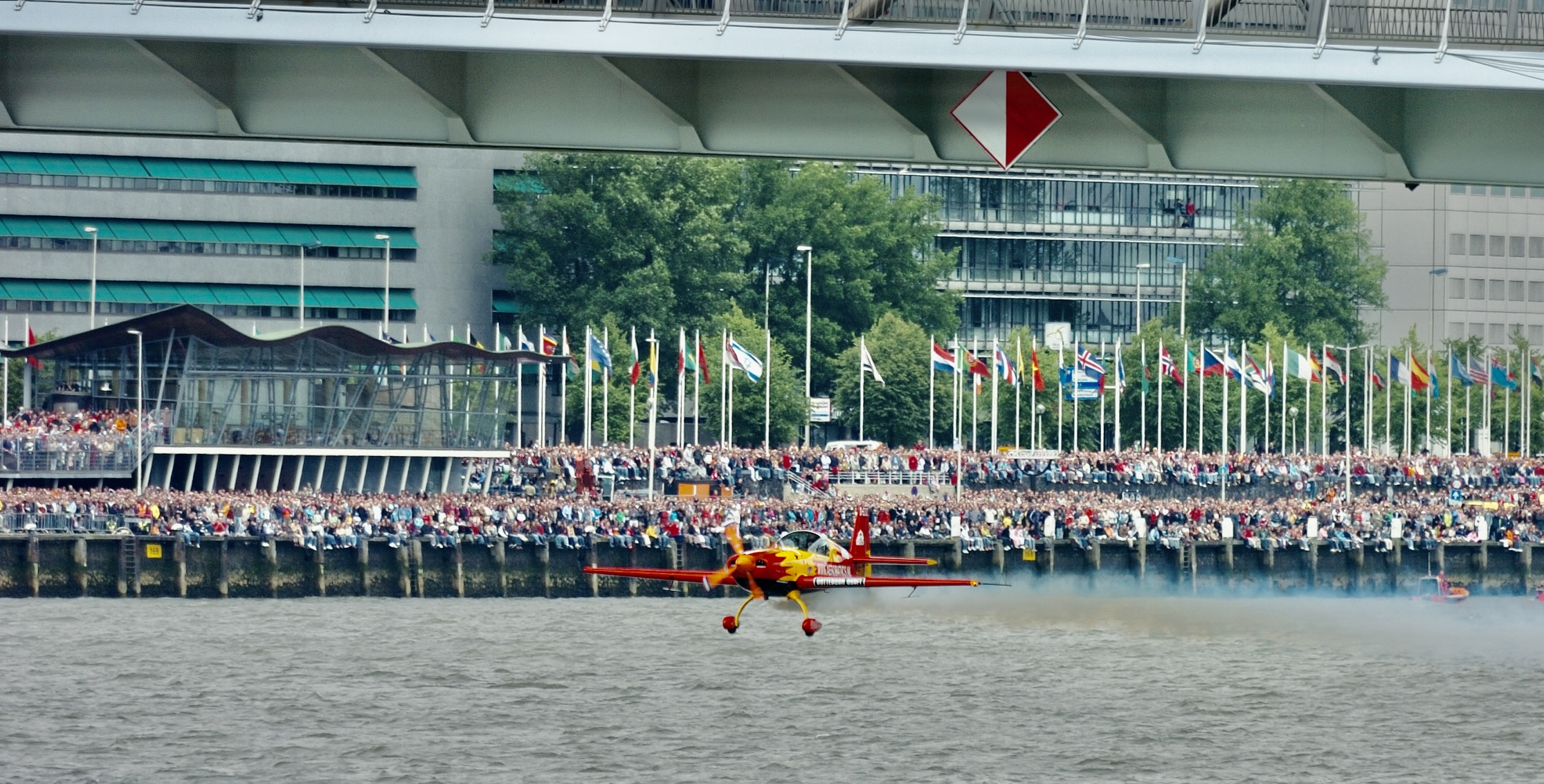
Frank Versteegh vliegt als eerste Nederlander onder de Erasmusbrug in Rotterdam

Frank Versteegh (Oosterbeek, 19 september 1954) is een Nederlands piloot en kunstvlieger. Hij was ook een organisator van vliegshows, een "veilig vliegen"-commissielid en een FAI-jurylid. Aanvankelijk runde Versteegh een dansschool om zijn vliegen te kunnen bekostigen.
Versteegh begon zijn vliegcarrière in 1972, toen hij 18 jaar oud was. Tussen 1982 en 1994 nam hij deel aan het Europees en wereldkampioenschap kunstvliegen. Tijdens zijn carrière vloog hij in meer dan 175 vliegtuigtypes.
Tussen 1987 en 1989 vloog hij in een Pitts S-2S G-SOLO. In 1989 werd de Pitts verkocht aan een Duitse koper. Zijn nieuwe vliegtuig was een Zlin 50 LS, (D-EMUJ). In dit vliegtuig won Versteegh dat jaar het Open Dutch National Unlimited Aerobatic Championship.

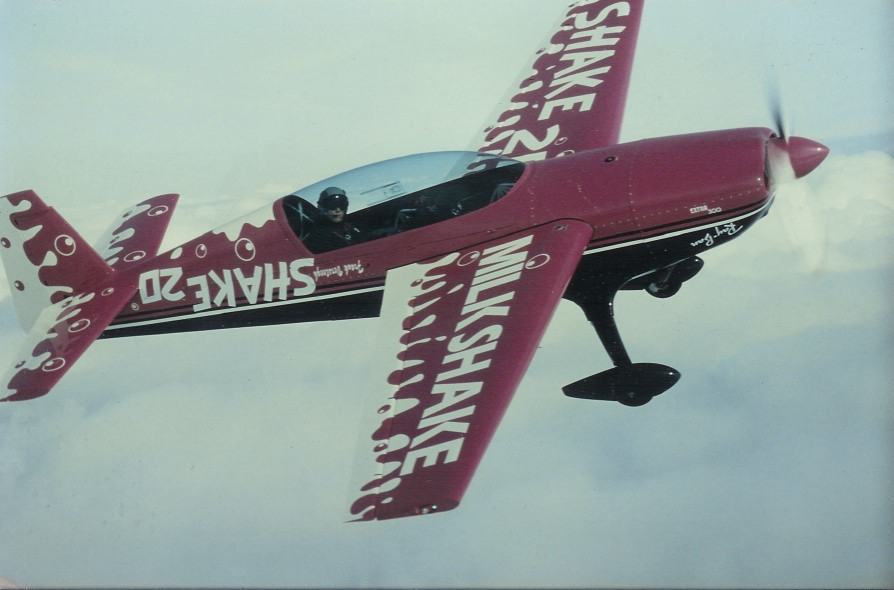
Shake 20 Extra 300 D-EWAP

In 1992 kocht Versteegh een nieuwe Extra 300. In 1996 sponsorde Toyota en kocht hij een Extra 300L. In juli 1997 werd hij de eerste piloot die een "touch-and-go"-landing maakte met een Extra 300L (D-EZOZ) op een 70 meter lang riviervrachtschip op de Rijn nabij Rhenen. Versteegh had slechts 1,5 seconde om te landen op de boot door de snelheid van 80 knopen. De stunt vond plaats tijdens een vliegshow die werd bezocht door 50.000 mensen.
Op 17 december 2003 deed Versteegh een geslaagde poging om op een dag alle 25 vliegvelden van Nederland met zijn vliegtuig aan te doen. Deze recordpoging was in het kader van 100 jaar luchtvaart, zijn roepnaam was dan ook 'Flight One Zero Zero'. Het record is opgenomen in het Guinness Book of Records.
Nadat hij gedurende drie jaar deelnam aan de Breitling World Cup of Aerobatics, specialiseerde hij zich in freestyle kunstvliegen en skydancing. Tussen 2003 en 2007 was hij een van de geselecteerde piloten die deelnamen aan de Red Bull Air Race World Series. In 2007 scoorde hij 3 punten, waarmee hij op respectievelijk de 6e en 11e plaats in het klassement eindigde. In 2005 en 2006 wist hij geen punten te behalen en eindigde als 8e en 11e in de eindstand.
In 2017 zette hij een punt achter zijn carrière als vlieger, hij vloog zijn laatste airshow op Volkel in de wolken waar hij als enige piloot alle 25 edities van dit evenement deelnam. .
Op 26 april 2024 ontving hij een koninklijke onderscheiding en werd hij benoemd tot Ridder in de orde van Oranje Nassau.